# Пагорб (фільм, 1965)
«Пагорб» (англ. The Hill) — британська тюремна драма 1965 року режисера Сідні Люмета. Події якої розгортаються в військовій в'язниці в Північній Африці під час Другої світової війни.

## Сюжет
Під час Другої світової війни в британському виправному таборі в лівійській пустелі сваволить і переслідує в'язнів штаб-сержант Вільямс (Єн Гендрі), що під палючими променями сонця змушує ув'язнених знову і знову підійматися на штучний пагорб, споруджений у центрі табору. Серед охоронців лише штаб-сержант Чарлі Гарріс (Єн Баннен) людяний і здатний до співчуття.
Одного дня в таборі з'являються п'ятеро нових засуджених, серед яких понижений у званні до солдата колишній головний сержант Королівського танкового корпусу Джо Робертс (Шон Коннері). Кожному з в'язнів доведеться по-своєму відчути на собі всю жорстокість Вільямса і боротися проти нього…

## Ролі виконують
- Шон Коннері — колишній головний сержант, солдат Джо Робертс
- Гаррі Ендрюс[en] — полковий головний сержант Берт Вільсон
- Єн Баннен[en] — штаб-сержант Чарлі Гарріс
- Єн Гендрі[en] — штаб-сержант Вільямс

## Навколо фільму
- Для спеціального викривлення зображень на екрані облич героїв фільму у драматичних сценах Сідні Люмет для фільмування великих планів використовував три ширококутні об'єктиви з фокусною віддалю 24 мм, 21 мм і 18 мм.
- Фільмування в піщаній пустелі Кабо-де-Гата в південній іспанській провінції Альмерії розпочали 14 вересня 1964 року. Пагорб покарання був побудований з використанням трьох тисяч метрів імпортної трубної сталі та понад шістдесяти тонн каменю та деревини.
- Температура повітря рідко опускалася нижче сорока шести градусів за Цельсієм, і, незважаючи на 7500 літрів чистої води, які були привезені для знімальної групи, майже всі під час зйомок захворіли на дизентерію.
- Хоч фільм не мав значного комерційного успіху, Шон Коннері вважав його особистим досягненням, оскільки він послужив для складніших акторських ролей у майбутньому.

## Нагороди
- 1965 Премія Каннського кінофестивалю (Франція):
  - приз за найкращий сценарій — Рей Рігбі[en]

- 1966 Премія БАФТА, Британської академії телебачення та кіномистецтва:
  - за найкращу операторську роботу[en] — Освальд Морріс[en]

- 1966 Премія Гільдії письменників Великої Британії[en]:
  - за найкращий британський драматичний сценарій — Рей Рігбі[en]